# Feketevörös gombaholyva
A feketevörös gombaholyva (Oxyporus rufus) a rovarok (Insecta) osztályának a bogarak (Coleoptera) rendjéhez, ezen belül a mindenevő bogarak (Polyphaga) alrendjéhez és a holyvafélék (Staphylinidae) családjához tartozó faj.

## Elterjedése
A feketevörös gombaholyva Európában, így Magyarországon is elterjedt és gyakori faj.

## Megjelenése
Közepes méretű (7–11 mm) holyvafaj. Teste feltűnő, aposzematikus mintázatú: feje, szárnyfedőinek nagyobbik része és a potroh csúcsa fekete, míg előtora, a szárnyfedők válla és a potroh töve vörös színű. Feje nagy, rágói igen erőteljesek. Rövid, 11 ízű csápja a rágók felett, a szemek előtt ízesül. Potroha széles, rövid, oldalpereme felhajlik.

## Életmódja
Fás területeken él. Különféle kalaposgombák termőtestén légylárvákkal táplálkozik.
Lárvája szintén gombán fejlődik, de a gombafonalakat fogyasztja. Három vedlés után a talajban bábozódnak be.

## Fordítás
- Ez a szócikk részben vagy egészben  a   Roter Bunträuber című német Wikipédia-szócikk ezen változatának fordításán alapul.  Az eredeti cikk szerkesztőit annak laptörténete sorolja fel. Ez a jelzés csupán a megfogalmazás eredetét és a szerzői jogokat jelzi, nem szolgál a cikkben szereplő információk forrásmegjelöléseként.